# Astrochimica

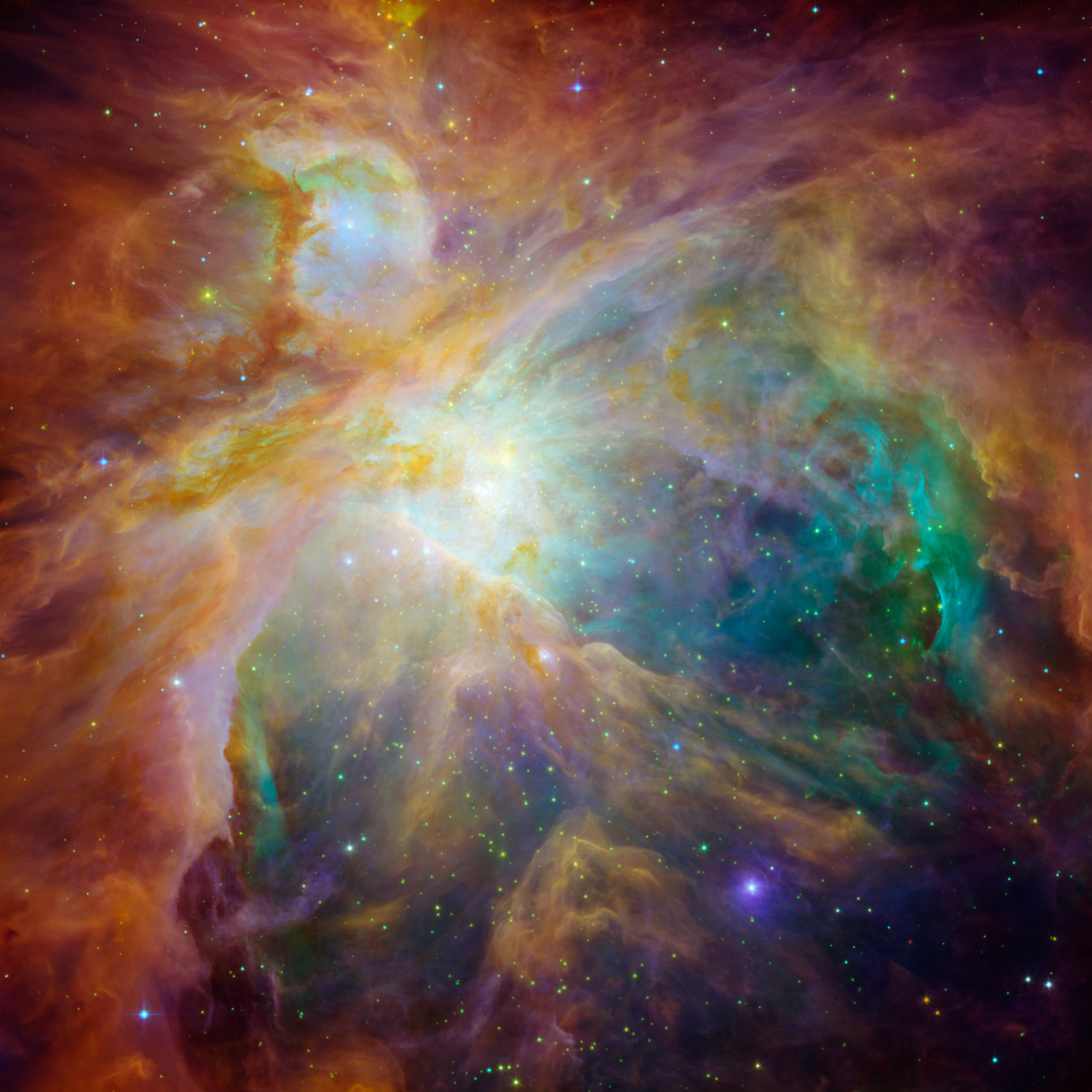
Immagine in falsi colori della Nebulosa di Orione ripresa dal Telescopio Spaziale Hubble.

L'astrochimica, una branca della chimica, è lo studio scientifico interdisciplinare tra la chimica, l'astronomia e la fisica; essa studia gli elementi chimici presenti nello spazio, tipicamente nelle nubi di gas molecolare, la loro formazione, accrescimento, interazione e distruzione. In pratica è una fusione tra l'astronomia e la chimica tradizionale. L'astrochimica richiede spesso l'uso di telescopi per effettuare misure su vari aspetti dei corpi celesti, come la loro temperatura o composizione chimica.

## Spettroscopia

### Le origini
Le prime osservazioni sullo spettro solare furono condotte da Athanasius Kircher (1646), Jan Marek Marci (1648), Robert Boyle (1664) e Francesco Maria Grimaldi (1665), prima che nel 1666 Newton riconoscesse lo spettro elettromagnetico della luce.
Lo spettroscopio fu usato per la prima volta nell'osservazione astronomica nel 1802 con gli esperimenti di William Hyde Wollaston, che osservò le linee spettrali presenti nella radiazione solare. Queste linee spettrali furono poi quantificate da Joseph Von Fraunhofer, tanto che adesso vengono indicate con il suo nome.

### Utilizzi
Le tecniche spettroscopiche furono inizialmente utilizzate per distinguere i vari elementi. Nel 1835 Charles Wheatstone impiegando la spettroscopia di emissione atomica trovò che le scintille emesse da materiali diversi hanno spettri di emissione differenti. Nel 1849, Léon Foucault dimostrò che un dato materiale ha linee di assorbimento e di emissione identiche. Analogo risultato fu trovato nel 1853 da Anders Jonas Ångström che nel suo lavoro Optiska Undersökningar riportò che i gas luminosi emettono raggi di luce alla stessa frequenza della luce che assorbono.
Anche per determinare i tipi di molecole che si trovano nello spazio si utilizzano le tecniche della spettroscopia. Le caratteristiche dei composti sono deducibili dallo spettro che presentano; ogni atomo o molecola ha infatti un proprio spettro caratteristico, che è possibile analizzare in un laboratorio, mediante l'analisi della dispersione ottica della luce che arriva e passa in un prisma.
Vi sono tuttavia numerose difficoltà dovute ad interferenze elettromagnetiche e, soprattutto, alle diverse proprietà delle molecole. Ad esempio quella più comune, l'idrogeno molecolare H2, non presenta momento di dipolo, perciò non può essere individuata dai radiotelescopi.
Una delle molecole più abbondanti nello spazio interstellare è il monossido di carbonio, CO, facilmente rilevabile con le onde radio dato il suo forte momento di dipolo. La sua abbondanza permette di mappare le regioni molecolari.
Fino ad ora sono stati osservati centinaia di tipi diversi di molecole, tra cui svariati composti organici come alcoli, acidi, aldeidi e chetoni.
Le rilevazioni radio di maggior interesse potenziale sarebbero le tracce di glicina, l'amminoacido più semplice; tuttavia la scoperta è ancora controversa. Anche se l'identificazione radio, e con altri metodi come la spettroscopia rotazionale, è in genere valida per molecole semplici con un elevato momento di dipolo, queste tecniche sono meno efficaci con le molecole complesse, anche nel caso di aminoacidi relativamente semplici.
Le condizioni di basse temperature e densità dello spazio contribuiscono alla formazione di molecole che presentano stabilità relativa, ovvero che, sebbene permesse dalle leggi della chimica, sulla Terra non possono esistere. È il caso dello ione H3+.

## Astrochimica
Mentre la radioastronomia era già sviluppata fin dal 1930, fu solo nel 1937 che venne riportata la prima identificazione di una molecola interstellare. 
Fino a quel momento le uniche specie note nello spazio interstellare erano quelle atomiche. La scoperta fu confermata nel 1940 quando uno studio riuscì ad attribuire alle molecole di CH e CN le linee spettroscopiche fino ad allora non identificate rilevate da osservazioni nello spazio interstellare.
Nei successivi trent'anni furono trovate altre molecole, tra le quali OH, scoperto nel 1963 e importante indicatore della presenza di ossigeno nello spazio interstellare, e H2CO (formaldeide), scoperta nel 1969, la prima molecola organica poliatomica trovata nello spazio interstellare.
L'astrochimica delle grandi nubi molecolari apre le porte verso l'astrobiologia per la ricerca di vita nell'Universo.
L'astrochimica si sovrappone parzialmente all'astrofisica nello studio delle reazioni nucleari che avvengono nelle stelle, delle conseguenze dell'evoluzione stellare e della formazione degli elementi.